# Jaroslav Jankovec
Jaroslav Jankovec (26. dubna 1896 Malenice – 6. září 1961 Praha) byl český dirigent a skladatel populární hudby.

## Život
Jeho otec byl typický český vesnický kantor, vlastenec a zapálený muzikant. Syn tak získal široký hudební základ. Naučil se hrát na všechny dostupné hudební nástroje a od raného mládí hrál v kapele, kterou jeho otec řídil. Hráli na vesnických zábavách, svatbách, poutích, posvíceních i pohřbech.
Absolvoval reálku v Českých Budějovicích a učitelský ústav v Příbrami. Dva roky studoval na Vysokém učení strojním a technickém v Praze. V roce 1915 však přešel na konzervatoř, kde studoval hru na varhany u Karla Steckra, Josefa Kličky a Ondřeje Horníka. Jeho učitelem skladby byl prof. Jaroslav Křička.
Zpočátku si přivydělával hraním na klavír při němých filmech v různých biografech. Otakar Ostrčil ho angažoval do sboru Vinohradského divadla. Již během studia byl členem spolku Českého herectva v Praze. Po absolvování školy se živil jako korepetitor u kočovných divadelních společností. Nějaký čas působil i v Maďarsku. V roce 1920 se stal kapelníkem smíchovské Arény, kde setrval až do jejího zániku v roce 1933. Zde také dosáhl svého prvního kompozičního úspěchu hudbou k revui Evropa o nás ví.
Po zániku Arény působil tři roky ve Švandově divadle a krátce v divadle U Nováků. Od roku 1938, až do odchodu do důchodu v 50. letech, byl dirigentem Tylova divadla v Nuslích (dnes divadlo Na Fidlovačce). Pro nuselské divadlo napsal na 60 operet a zpěvoher, které uváděly i mimopražské scény. Opereta Láska Její Výsosti byla uvedena i v Hamburku pod názvem Liebe Ihrer Hoheit a Kukačka v Jugoslávii. Posledním jeho dílem, uvedeným v roce 1954, byla opereta Tak žil a hrál nám Kmoch. Opereta Primátor Ditrich z roku 1956 již nebyla uvedena. Jaroslav Jankovec byl vedle Josefa Stelibského a Járy Beneše jedním ze zakladatelů lidové operety 20. století.
Mnohé písně z jeho operet a revuí doslova zlidověly. U písniček jako je Když jaro zaťuká, Kapelo, zahraj mi tu polku hezky od podlahy nebo Zahraj mi tu moji, Já viděl Ellu na sentinelu, Za tou naší garáží už málokdo ví, kdo byl jejich autorem.
Zapsal se i do historie českého filmu. Nejznámější je patrně hudba k filmu Pepina Rejholcová.
Na jeho počest je pojmenovaná ulice v pražských Holešovicích a v Teplicích.

## Dílo

### Operety (výběr)
- Adamité z Ostende
- Brandejští dragouni (Malá opereta Praha, 1934)
- Cikánská princezna
- Děvče z přístavu
- Charlotta a loupežníci (s Jaroslavem Křičkou)
- Jede eskadrona
- Kočička v pytli
- Kukačka
- Láska Její Výsosti
- Líbánky komtesy Lucky
- Lojzička
- Margareta
- Na Sv. Annu
- Na tom našem dvoře
- Nezapomeň
- Nikde není posvícení
- Odtroubeno
- Přijde jaro, přijde
- Selská princezka
- Srdce v rákosí
- Srdce za milion
- Tak žil a hrál nám Kmoch
- Teče voda proti vodě
- Usnul v pyramidě
- Zelená se, zelená

### Revue
- Jen jednu noc
- Když miliony září
- Kvítek Havaje
- Svět o tom ví
- Milování bez ustání
- Trampské milování
- Veličenstvo v plavkách

### Filmová hudba
- Jak se dělá milion
- Lojzička
- Pepina Rejholcová